# Alatskivi (gemeente)
Alatskivi (Estisch: Alatskivi vald) is een voormalige gemeente in het noordoosten van de Estlandse provincie Tartumaa. De gemeente telde 1263 inwoners op 1 januari 2017 en had een oppervlakte van 128,4 km².
De gemeente is in oktober 2017 bij de gemeente Peipsiääre gevoegd.
De hoofdplaats Alatskivi heeft de status van alevik (vlek) en telde in 2020 380 inwoners. Het is nu de hoofdplaats van de gemeente Peipsiääre. De overige 31 nederzettingen in de voormalige gemeente waren dorpen. Alleen Nina heeft meer dan 100 inwoners (en wel 105).
Het hoofdgebouw van het voormalige landgoed van Alatskivi is het Kasteel Alatskivi. Het werd tussen 1880 en 1885 gebouwd in neogotische stijl. Als voorbeeld diende het Schotse Balmoral Castle. In het kasteel bevindt zich sinds 2011 een Eduard Tubinmuseum: de componist werd in 1905 in het dorp Torila geboren, dat tot de gemeente Alatskivi behoorde.

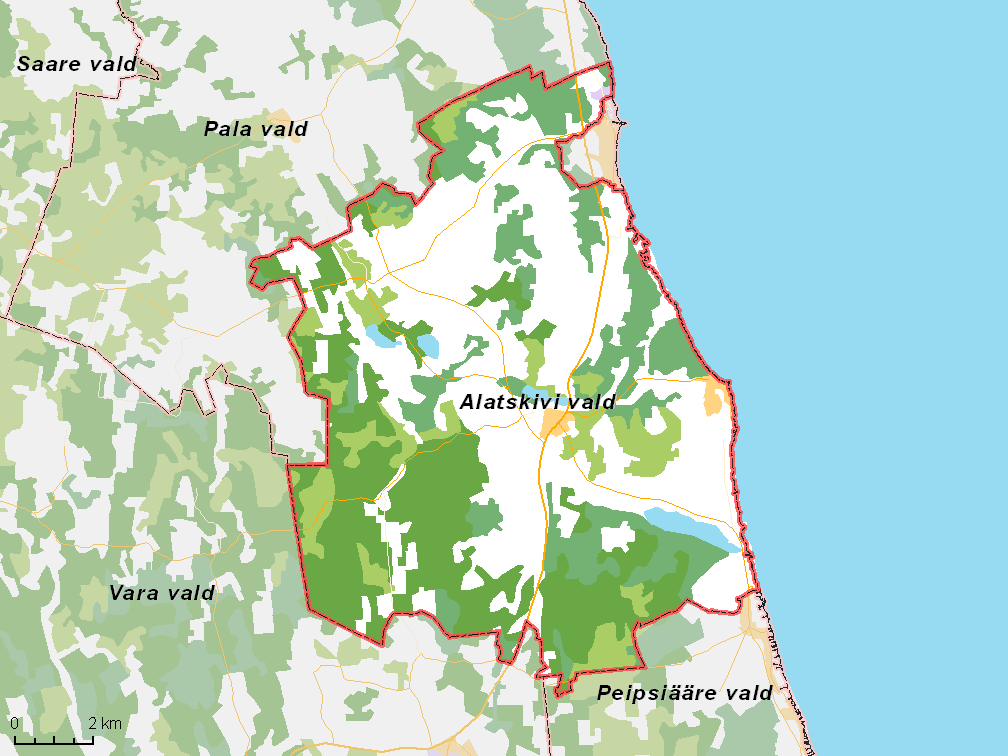
De gemeente met omliggende gemeenten, situatie van begin 2017

## Geografie
De gemeente grensde aan het Peipusmeer.
Tot de gemeente behoorden:
- de vlek Alatskivi;
- de dorpen Alasoo, Haapsipea, Kesklahe, Kõdesi, Kokora, Kuningvere, Lahe, Lahepera, Linaleo, Naelavere, Nina, Orgemäe, Padakõrve, Päiksi, Pärsikivi, Passi, Peatskivi, Pusi, Riidma, Ronisoo, Rootsiküla, Rupsi, Saburi, Savastvere, Savimetsa, Sudemäe, Torila, Toruküla, Tõruvere, Väljaküla en Virtsu.